# Скорупко, Изабелла
Изабе́лла Доро́та Скору́пко (пол. Izabela Dorota Skorupko, швед. Izabella Scorupco; род. 4 июня 1970 года, Белосток, ПНР) — польская и шведская киноактриса. Первая польская актриса, сыгравшая девушку Бонда.

## Биография
Изабелла Скорупко родилась 4 июня 1970 года в Белостоке на северо-востоке Польши. Когда ей был всего год, её отец и мать развелись, и дочь осталась с матерью. В 1978 году они переехали в Стокгольм, где Скорупко выучила шведский, английский и французский языки.
Изабелла начала свою актёрскую карьеру в 1988 году, когда шведский режиссёр Стаффан Хилдебранд пригласил её на роль в фильме «Никто так не любит, как мы». В начале 1990-х Изабелла попробовала себя в качестве певицы, выпустив альбом IZA (1991), который стал в Швеции золотым.

## Личная жизнь
- Первый муж — Мариуш Черкавски, польский хоккеист, игрок NHL (1996—1998)[4]

- дочь Юлия (род. 15 сентября 1997)

- Второй муж — Джеффри Реймонд, американец (2003—2015)[5]

- сын Яков Мартин (род. 24 июля 2003)

По состоянию на 2010 год Скорупко проживает в Лос-Анджелесе и Нью-Йорке.

## Фильмография
| Год  |   | Русское название           | Оригинальное название            | Роль               |
| ---- | - | -------------------------- | -------------------------------- | ------------------ |
| 1988 | ф | Никто так не любит, как мы | Ingen kan älska som vi           | Аннели             |
| 1991 | с |                            | V som i viking                   | Мать-одиночка      |
| 1994 | с | Берт                       | Bert                             | Зинди Дабровски    |
| 1995 | ф |                            | Det var en mörk och stormig natt | Петронелла         |
| 1995 | ф | Слёзы Святого Петра        | Petri tårar                      | Карла / Карло      |
| 1995 | ф | Золотой глаз               | GoldenEye                        | Наталья Семёнова   |
| 1999 | ф | Огнём и мечом              | Ogniem i mieczem                 | Елена Курцевич     |
| 2000 | ф |                            | The Diver                        | Ирена Вальде       |
| 2000 | ф | Вертикальный предел        | Vertical Limit                   | Моника Обертайн    |
| 2002 | ф | Власть огня                | Reign of Fire                    | Алекс Дженсен      |
| 2004 | ф | Изгоняющий дьявола: Начало | Exorcist: The Beginning          | Сара               |
| 2005 | с | Шпионка                    | Alias                            | Сабина             |
| 2007 | ф | Кошачий клуб               | Cougar Club                      | Пэйдж Стэк         |
| 2007 | ф | Солнечная буря             | Solstorm                         | Ребекка Мартинссон |
| 2010 | ф | Среди нас                  | Änglavakt                        | Сесилия            |
| 2014 | ф |                            | Micke & Veronica                 | Вероника           |
| 2017 | ф |                            | Sleepwalker                      | доктор Купер       |
| 2018 | с |                            | Hidden                           | Элд                |